# 徳永友一
徳永 友一（とくなが ゆういち、1976年-）は、日本の脚本家。

## 略歴
2001年獨協大学法学部法律学科卒業後、総合人材サービス会社インテリジェンス（現・パーソルキャリア）に7年間勤務し、ナレッジマネジメントに従事。2002年、オリジナル作品「同棲倶楽部」が第14回フジテレビヤングシナリオ大賞最終選考対象作品に選出され、2005年にフジテレビのテレビドラマ『電車男』第6話の脚本で地上波デビューを果たす。
長らく連続ドラマを中心に活躍していたが、近年は映画脚本も手がけるようになっていてその手腕が評価されている。

## 脚本作品

### テレビドラマ
- 電車男（2005年）※第6話のみ
- 電車男DELUXE 最後の聖戦（2006年）※脚本協力
- きらきら研修医（2007年）
- 結婚披露宴～人生最悪の3時間～（2007年）
- パパとムスメの7日間（2007年）※第1話のみ共同執筆
- ホームレス中学生（2008年）
- 打撃天使ルリ（2008年）
- セレブと貧乏太郎（2008年）※第1、2話共同執筆
- ホームレス中学生2（2009年）
- BOSS（2009年）※西平晃太名義・第7、9話
- 卒うた（2010年）
- チーム・バチスタ2 ジェネラル・ルージュの凱旋（2010年）※第5、10話
- 検事・鬼島平八郎（2010年）
- LADY〜最後の犯罪プロファイル〜（2011年）
- BOSS（2ndシーズン）（2011年）※第6、8、9話
- ここが噂のエル・パラシオ（2011年）
- ステップファザー・ステップ（2012年）[2]
- マジすか学園3（2012年）
- TOKYOエアポート〜東京空港管制保安部〜（2012年）※第3、8話
- 嘘の証明 犯罪心理分析官・梶原圭子2（2013年）
- でたらめヒーロー（2013年）
- 刑事110キロ（2013年）
- 東京トイボックス（2013年）
- 海の上の診療所（2013年）
- トラベルライター青木亜木子 第2作「日光・鬼怒川 湯煙の殺意」（2014年）
- 刑事110キロ2（2014年）
- リアル脱出ゲームTV（2014年）
- 水球ヤンキース（2014年）
- 信長協奏曲（2014年）※第7、9話
- マジすか学園4（2015年）
- 警部補・杉山真太郎〜吉祥寺署事件ファイル（2015年）※第9話のみ
- 探偵の探偵（2015年）
- 海に降る（2015年）※WOWOW連続ドラマW
- ザ・ドライバー（2015年）※スペシャルドラマ
- スペシャリスト（2016年）
- 土曜ワイド劇場「西村京太郎トラベルミステリー65 伊豆海岸殺人ルート」（2016年）※共同執筆
- HOPE〜期待ゼロの新入社員〜（2016年）
- 嫌われる勇気（2017年）
- 僕たちがやりました（2017年）
- 刑事ゆがみ（2017年）※第7話のみ（共同執筆）
- 海月姫（2018年）
- 欠点だらけの刑事（2018年）
- 刑事7人（2018年）
- グッド・ドクター（2018年）
- 刑事ゼロ（2019年）※第6話のみ
- 約束のステージ〜時を駆けるふたりの歌〜（2019年）※YTV開局60周年スペシャルドラマ
- ストロベリーナイト・サーガ（2019年）
- ルパンの娘（2019年）
- ルパンの娘（2ndシーズン）（2020年）
- ボクの殺意が恋をした（2021年）
- 警部補ダイマジン（2023年）
- ONE DAY〜聖夜のから騒ぎ〜（2023年）

### 配信ドラマ
- GAME OF SPY（2022年、Amazon Prime Video）
- ONE DAY～聖夜のから騒ぎ～エピソード0（2023年、TVer）※シリーズ監修

### 映画
- 翔んで埼玉（2019年）
- かぐや様は告らせたい〜天才たちの恋愛頭脳戦〜（2019年）
- カイジ ファイナルゲーム（2020年）
- ライアー×ライアー（2021年）
- 劇場版 ルパンの娘（2021年)
- かぐや様は告らせたい〜天才たちの恋愛頭脳戦〜 ファイナル（2021年）
- KAPPEI カッペイ（2022年）
- 翔んで埼玉 〜琵琶湖より愛をこめて〜（2023年）[3]
- もしも徳川家康が総理大臣になったら（2024年）[4]
- 夏目アラタの結婚（2024年）
- はたらく細胞（2024年公開予定）

### その他
- 原宿ネストカフェ（ショートドラマ脚本、2012年）

## 原作作品
- 奥様は背後霊（コミック、2010年）

## 受賞歴
- 2019年度
  - 第43回日本アカデミー賞 最優秀脚本賞（『翔んで埼玉』）[1]